# Bezirk Olesko
Bezirk Olesko – dawny powiat (Bezirk) kraju koronnego Królestwo Galicji i Lodomerii, funkcjonujący w latach 1854–1867. Siedzibą starostwa było miasteczko Olesko.

## Historia
Bezirk Olesko utworzono w ramach reformy uwłaszczeniowej z okresu Wiosny Ludów (1848–1849), która likwidowała jurysdykcję właściciela ziemskiego nad poddanymi. W Galicji, dominium – jako podstawowa jednostka administracyjna i filar systemu feudalnego straciło rację bytu. Konieczne stało się zatem wprowadzenie nowego systemu administracyjnego, którego zręby powstały w latach 1851–1855. Nowy trójstopniowy podział administracyjny objął 21 cyrkułów (niem. Kreise), 179 małych powiatów (niem. Bezirke) i ponad 6000 gmin (niem. Gemeinde).
Bezirk Olesko  objął obszar o wielkości 8,4 mil², zamieszkany przez 25.547 ludzi i podzielony na 34 gminy katastralne, w tym cztery miasteczka (Białykamień, Olesko, Sasów i Sokołówka). Wszedł w skład cyrkułu złoczowskiego, jako jeden z jego dziesięciu powiatów.
Po nadaniu Galicji autonomii oraz powołaniu samorządu gminnego i powiatowego w 1865 zlikwidowano cyrkuły (Kreise). Dotychczasowe małe powiaty (Bezirke) w liczbie 179, utrzymały się do 1867 roku, kiedy to w następstwie kolejnej reformy administracyjnej (23 stycznia 1867) zostały zastąpione przez 74 większych powiatów. Obszar zniesionego Bezirk Olesko wszedł wtedy w skład nowych powiatów złoczowskiego i brodzkiego (vide podział w tabeli poniżej). 1 sierpnia 1878, 1 stycznia 1885 i 1 stycznia 1903 część gmin (bądź ich części) przeniesiono z powiatu brodzkiego do powiatu złoczowskiego. 1 stycznia 1891 gmina Łabacz powróciła do powiatu brodzkiego.

## Podział administracyjny (1854)
| Lp. | Gmina jednostkowa     | Powierzchnia | Ludność | Powiat w 1867 po zniesieniu |
| --- | --------------------- | ------------ | ------- | --------------------------- |
| 1   | Olesko (m)            | 2893         | 2631    | złoczowski                  |
| 2   | Czyszki               | 1124         | 578     | brodzki                     |
| 3   | Kąty z Brachówką      | 5316         | 946     | brodzki                     |
| 4   | Juśkowice             | 2075         | 812     | złoczowski                  |
| 5   | Podlesie              | 2527         | 335     | złoczowski                  |
| 6   | Zakomarze             | 1018         | 417     | złoczowski                  |
| 7   | Ożydów                | 2972         | 1337    | brodzki                     |
| 8   | Rozważ z Sobolówką    | 2563         | 676     | złoczowski                  |
| 9   | Podhorce              | 5265         | 1236    | złoczowski                  |
| 10  | Zahorce               | 626          | 231     | złoczowski                  |
| 11  | Chwatów               | 516          | 222     | złoczowski                  |
| 12  | Hucisko               | 342          | 394     | złoczowski                  |
| 13  | Zatrudy               | 342          | 49      | złoczowski                  |
| 14  | Sasów (m)             | 3423         | 2081    | złoczowski                  |
| 15  | Pobocz                | 2014         | 251     | złoczowski                  |
| 16  | Chmielowa             | 1010         | 300     | złoczowski                  |
| 17  | Kołtów z Rudą         | 2524         | 796     | złoczowski                  |
| 18  | Opaki                 | 2695         | 449     | złoczowski                  |
| 19  | Werchobuż             | 2646         | 705     | złoczowski                  |
| 20  | Huta Werchobuzka      | 3429         | 132     | złoczowski                  |
| 21  | Białykamień (m)       | 2930         | 2177    | złoczowski                  |
| 22  | Czeremosznia          | 1748         | 390     | złoczowski                  |
| 23  | Żulice                | 2532         | 633     | złoczowski                  |
| 24  | Usznia                | 2320         | 216     | złoczowski                  |
| 25  | Bużek                 | 1295         | 539     | złoczowski                  |
| 26  | Jasionów              | 3710         | 880     | brodzki                     |
| 27  | Kadłubiska            | 2117         | 727     | brodzki                     |
| 28  | Łabacz                | 5315         | 119     | brodzki                     |
| 29  | Rażniów               | 5315         | 348     | brodzki                     |
| 30  | Dubie                 | 3695         | 956     | brodzki                     |
| 31  | Czechy                | 3499         | 962     | brodzki                     |
| 32  | Bołożynów             | 3796         | 368     | brodzki                     |
| 33  | Przewłoczna z Kobylem | 3694         | 1118    | brodzki                     |
| 34  | Sokołówka (m)         | 1977         | 1536    | brodzki                     |

Objaśnienie:
(M) = miasto; (m) = miasteczko